# Tomás Araújo
Tomás Lemos Araújo (Vila Nova de Famalicão, 16 mei 2002) is een Portugees voetballer die bij voorkeur als centrale verdediger speelt. Hij speelt bij Benfica. In 2024 debuteerde hij voor Portugal.

## Clubcarrière
Araújo vervoegde op veertienjarige leeftijd de jeugdacademie van  Benfica. Op 15 december 2021 debuteerde hij in de beker tegen Sporting Covilhã. Op 27 februari 2022 debuteerde hij in de competitie als invaller voor Jan Vertonghen. Tijdens het seizoen 2022/23 werd hij uitgeleend aan reeksgenoot Gil Vicente. Op 24 juli 2023 tekende de verdediger een sterk verbeterd contract tot 2028.

## Interlandcarrière
Op 18 november 2024 debuteerde hij voor Portugal als basisspeler in de UEFA Nations League tegen Kroatië.